# سیارک ۱۷۲۰۱
سیارک ۱۷۲۰۱ (به انگلیسی: 17201 Matjazhumar، نامگذاری:2000AJ58) هفده هزار و دویست و یکمین سیارک کشف شده‌است که در ۴ ژانویه ۲۰۰۰ کشف شد.
قدر مطلق سیارک برابر ۱۶.۲ است.